# 江苏电视台靓妆频道
江苏省广播电视总台靓妆频道，是江苏省广播电视总台的一个频道，也是中国的一家时尚类数字电视频道。
因频道自身原因，该频道于2023年6月1日0时停止播出。

## 节目
- 靓妆学院
- 欧美流行
- 时尚领袖
- 靓妆直播间
- 美丽魔法师
- 走读时装周
- 挑战灰姑娘
- 中国T风
- 亚洲风尚
- 风情热装
- 魅惑摄影